# Saint-Venant-de-Paquette
Saint-Venant-de-Paquette è un comune del Canada, situato nella provincia del Québec, nella regione di Estrie.